# Слабость воли
Слабость воли (слабохарактерность, слабоволие, безволие, мягкотелость) — черта характера, тенденция подчиняться обстоятельствам, советам и приказаниям других людей, уклоняться от опасностей или других сложностей жизни. Слабость характера проявляется в несоответствии действий человека его осознанным ценностям. Например, человек наслаждается долгожданным отпуском, он собирается сделать массу интересных вещей, но вместо этого проводит время на диване перед телевизором. Слабость воли является предметом рассмотрения философии и психиатрии с разных точек зрения: философы рассматривают слабоволие как обыденную проблему деятельности человека (человек сам виноват в слабоволии), а врачи рассматривают безволие как патологию восприятия, мышления, аффекта.

## В философии
С философской точки зрения слабость воли состоит в том, что человек понимает, какое действие было бы для него наиболее выгодно, но поступает тем не менее по-другому, основным вопросом становится существование слабоволия как такового. Р. М. Хэйр, вслед за Сократом, считает, что при таком определении слабоволие невозможно, так как «оценочные» (англ. evaluative) суждения напрямую отвечают на вопрос «что делать?» и потому ответственны за действия (философы обычно употребляют термин «акрасия», так как термин «сила воли» у них ассоциируется с побуждением к действиям, и обозначать причину действий слабостью воли неудобно). При этом подходе моральные ценности человека следует изучать, наблюдая за его действиями. Другие авторы, следуя за Д. Дэвидсоном, признают возможность акрасии и обсуждают второй вопрос, её причины, обычно объясняя акрасию иррациональностью или предпочтением близких, хотя и заведомо не оптимальных, целей. В философском дискурсе акрасия обычно предполагается проявлением свободы воли, а не патологическим проявлением, подобным пристрастию.
Некоторые философы выделяют также частный случай — акедию, когда человек ленится что-либо делать или проявляет безразличие к возможному результату).

## В медицине
Традиционно патологическое поведение (пристрастия, компульсии) рассматривается отдельно от слабоволия в философском смысле: философы считают акрасию проявлением свободы воли, а психиатры — вынужденным поведением.
А. Калис с соавторами предлагает интегрированный подход, предложив трёхзвенную цепочку для перехода от ситуации к действию: «порождение вариантов» > «выбор варианта» > «осуществление» и сопоставляя философские и психиатрические термины:
|               | Порождение вариантов                                                      | Выбор варианта                                         | Осуществление                                                    |  |
| ------------- | ------------------------------------------------------------------------- | ------------------------------------------------------ | ---------------------------------------------------------------- |  |
| Философия     | Акедия                                                                    | Акрасия в форме нерешительности                        | Акрасия «в последний момент»                                     |  |
| Психология    | Апатия, потеря целеустремлённости                                         | импульсивность, компульсивность, амбивалентность       | Моторная апатия или импульсивность, гиперактивность              |  |
| Области мозга | Дорсолатеральная префронтальная кора, фронтополярная кора, хвостатое ядро | Орбитофронтальная кора, полосатое тело, хвостатое ядро | Дополнительная моторная область, передняя поясная кора, скорлупа |  |